# Resolutie 1649 Veiligheidsraad Verenigde Naties
Resolutie 1649 van de Veiligheidsraad van de Verenigde Naties werd unaniem door de
VN-Veiligheidsraad aangenomen op 21 december 2005 en
breidde het wapenembargo in de Democratische Republiek Congo uit naar de leiders van
gewapende groepen uit het buitenland en Congolese milities.

## Achtergrond
In 1994 braken in de Democratische Republiek Congo etnische onlusten uit die onder meer
werden veroorzaakt door de vluchtelingenstroom uit de buurlanden Rwanda en Burundi.
In 1997 beëindigden rebellen de lange dictatuur van Mobutu en werd
Kabila de nieuwe president.
In 1998 escaleerde de burgeroorlog toen andere rebellen Kabila probeerden te verjagen. Zij zagen zich
gesteund door Rwanda en Oeganda.
Toen hij in 2001 omkwam bij een mislukte staatsgreep werd hij opgevolgd door zijn zoon.
Onder buitenlandse druk werd afgesproken verkiezingen te houden die plaatsvonden in 2006 en gewonnen
werden door Kabila.
Intussen zijn nog steeds rebellen actief in het oosten van Congo en blijft de situatie er gespannen.

## Inhoud

### Waarnemingen
Nog steeds zorgden vijandelijkheden door milities en gewapende groepen uit het buitenland in het oosten van
Congo-Kinshasa voor onrust omdat ze de bevolking, de opkomende verkiezingen en de stabiliteit in de regio
bedreigden. De robuuste actie die door de MONUC-vredesmacht tegen deze groepen werd genomen werd verwelkomd.
Alle gewapende groepen in het Grote Merengebied werden opgeroepen de wapens neer te leggen en de vrede te
steunen. De landen in de regio — Congo, Rwanda, Burundi en Oeganda — werden opgeroepen beter samen te
werken om illegale gewapende groepen te ontwapenen.

### Handelingen
De Raad betreurde dat de gewapende groepen in Oost-Congo nog steeds gewapend waren en eiste dat ze vrijwillig
ontwapenden. Voor een periode tot 21 juli 2006 werd het geldende wapenembargo uitgebreid naar de
politieke- en militaire leiders van deze gewapende groepen en die van Congolese milities in vooral Ituri
die vanuit het buitenland werden gesteund en die de ontwapening tegenhielden.

## Verwante resoluties
- Resolutie 1628 Veiligheidsraad Verenigde Naties
- Resolutie 1635 Veiligheidsraad Verenigde Naties
- Resolutie 1653 Veiligheidsraad Verenigde Naties (2006)
- Resolutie 1654 Veiligheidsraad Verenigde Naties (2006)

Lijst ·  1581 ·  1582 ·  1583 ·  1584 ·  1585 ·  1586 ·  1587 ·  1588 ·  1589 ·  1590 ·  1591 ·  1592 ·  1593 ·  1594 ·  1595 ·  1596 ·  1597 ·  1598 ·  1599 ·  1600 ·  1601 ·  1602 ·  1603 ·  1604 ·  1605 ·  1606 ·  1607 ·  1608 ·  1609 ·  1610 ·  1611 ·  1612 ·  1613 ·  1614 ·  1615 ·  1616 ·  1617 ·  1618 ·  1619 ·  1620 ·  1621 ·  1622 ·  1623 ·  1624 ·  1625 ·  1626 ·  1627 ·  1628 ·  1629 ·  1630 ·  1631 ·  1632 ·  1633 ·  1634 ·  1635 ·  1636 ·  1637 ·  1638 ·  1639 ·  1640 ·  1641 ·  1642 ·  1643 ·  1644 ·  1645 ·  1646 ·  1647 ·  1648 ·  1649 ·  1650 ·  1651